# 밤낚시
밤낚시(NIGHT FISHING)는 2024년 개봉한 대한민국의 단편 영화이다.

## 캐스팅
- 손석구 : 요원 역 - 이 영화의 주인공.
- 임성재 : 경찰 목소리 역
- 최희서 : 상황실 목소리 역
- 권영국 : 노인 목소리 역
- 미나 장 : 본부 목소리 역
- 류승희 : 라디오 디제이 목소리 역
- 황담 : 라디오 뉴스진행 역